# Одоарио (епископ Асторги)
Одоарио (Одуарио, Одоард; лат. Odoarius, исп. Odoario, Oduario, Odoardo; умер в 962) — епископ Асторги (952—962).

## Биография
О происхождении и ранних годах жизни Одоарио сведений в исторических источниках не сохранилось. Первое упоминание о нём датировано 5 декабря 952 года, когда он уже как епископ подписал дарственную хартию. Предыдущим главой епископской кафедры Асторги был Саломон, скончавшийся в 951 году или в самом начале 952 года.
В двух хартиях, датированных 952 и 956 годами, упоминается о некоем епископе Асторги по имени Гонсало. Некоторые историки предполагают, что это могло быть как-то связано с борьбой за власть над Леонским королевством: возможно, Гонсало был ставленником Санчо I, в 951—953 годах оспаривавшего престол у Ордоньо III. Другие же исследователи считают документы с упоминанием о епископе Гонсало позднейшими подделками.
В 953 году по требованию короля Ордоньо III от епархии Асторги были отторгнуты земли вблизи Торо, переданные новообразованной епархии Симанкаса.
В 956 году Одоарио участвовал в состоявшемся в городе Сантьяго-де-Компостела собрании епископов, на котором в сан архиепископа Таррагоны был посвящён настоятель аббатства Святой Сесилии на горе Монсеррат Сезарио.
Имя Одоарио упоминается также в нескольких хартиях 954—962 годов. Все эти документы — дарственные акты. В некоторых из них сообщается о передаче различными светскими и духовными лицами недвижимого имущества и земельных наделов епархии Асторги. В других актах уже епископ Одоарио от лица своей епархии передавал средства различным церквям и монастырям. Среди прочих хартий сохранился документ, сообщающий о восстановлении в 960 году епископом Одоарио монастыря в селении Сан-Педро-Кастаньеро.
Последний документ, завизированный Одоарио, датирован 12 февраля 962 года. Предполагается, что он умер в том же году. Его преемником на епископской кафедре Асторги был Нотарио.